# Mark Hamill
Mark Richard Hamill (* 25. září 1951 Oakland, Kalifornie) je americký herec.
Pochází ze sedmi dětí, dětství strávil v různých amerických státech. Už během studií se stal hercem, kdy začal hrát v seriálech. V letech 1977–1983 se proslavil postavou Lukea Skywalkera ve filmech Star Wars: Epizoda IV – Nová naděje, Star Wars: Epizoda V – Impérium vrací úder a Star Wars: Epizoda VI – Návrat Jediů. Tuto roli si zopakoval také ve snímku Star Wars: Síla se probouzí z roku 2015 a Star Wars: Poslední z Jediů z roku 2017.
Během natáčení sci-fi série Star Wars se oženil a měl tři děti. Po zakončení první trilogie Star Wars se filmu moc nevěnoval, hrál v divadle na Brodwayi, občas ve filmech nižší kategorie.
Nakonec se věnoval dabingu počítačových her a animovaných filmů. Jeho hlasem promlouval Hobgoblin v animovaném seriálu Spider-Man nebo Joker v Batmanovi, namluvil také svoje alter ego v seriálu Simpsonovi. Svoji nejslavnější filmovou postavu prezentuje na sci-fi conech.
Objevil se v jednom díle Teorie velkého třesku. (24. díl, 11. série)